# Müllverbrennung

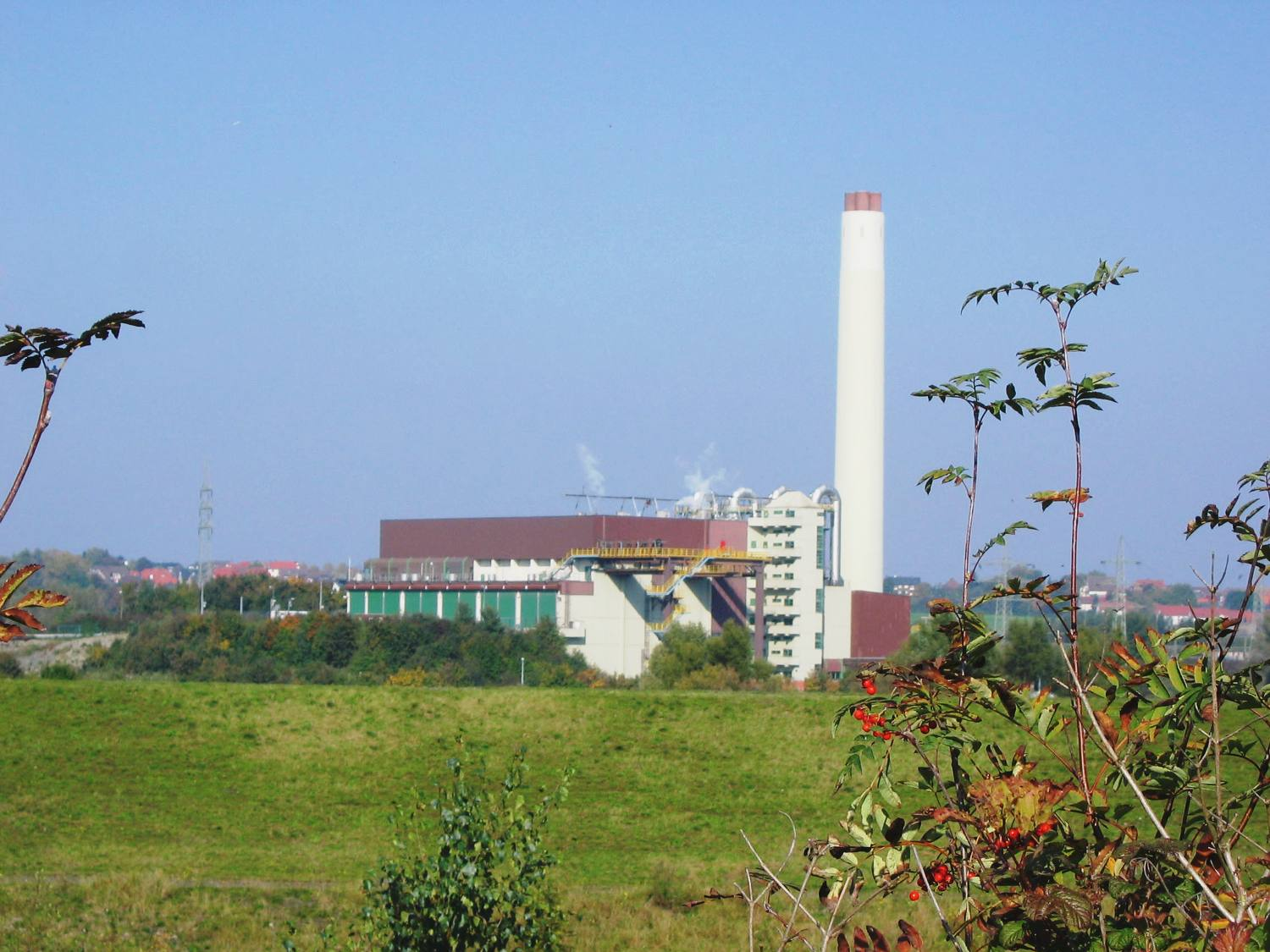
Müllverbrennungsanlage in Hamm mit vier rostbeheizten Naturumlaufkesseln, Dampfleistung: 4 × 25 t/h

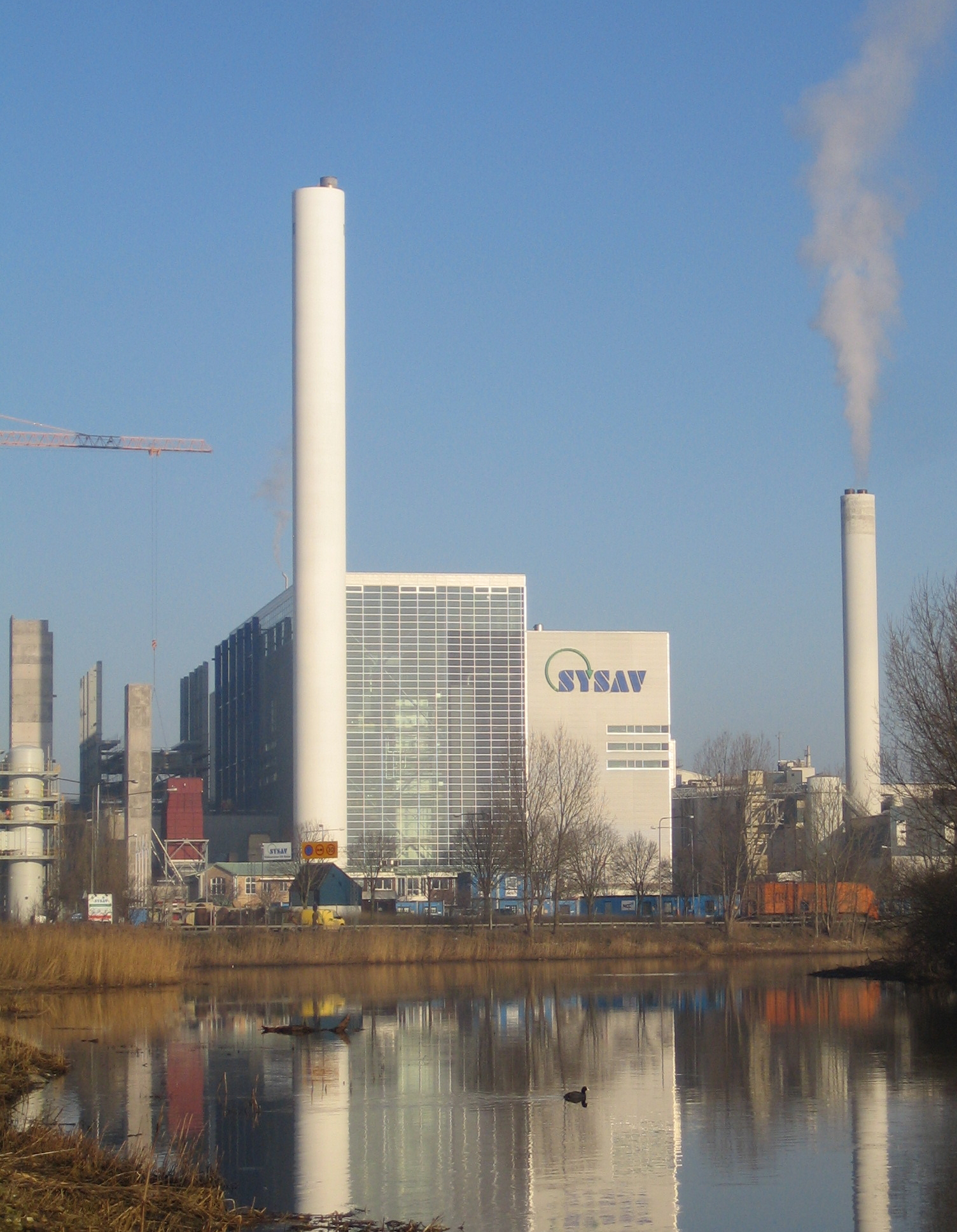
Eine moderne Müllverbrennungsanlage in Malmö, Schweden

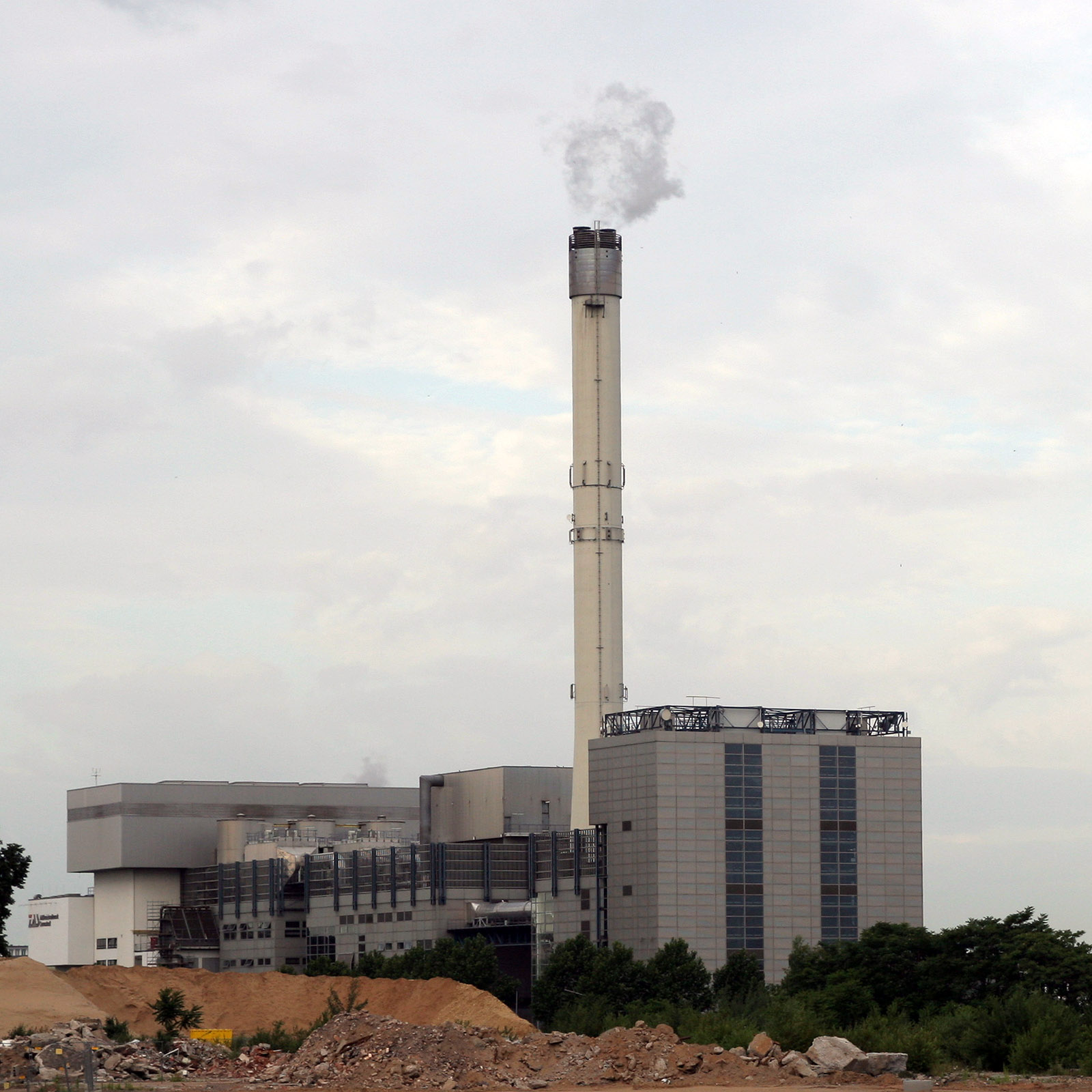
Das Müllheizkraftwerk (MHKW) Darmstadt

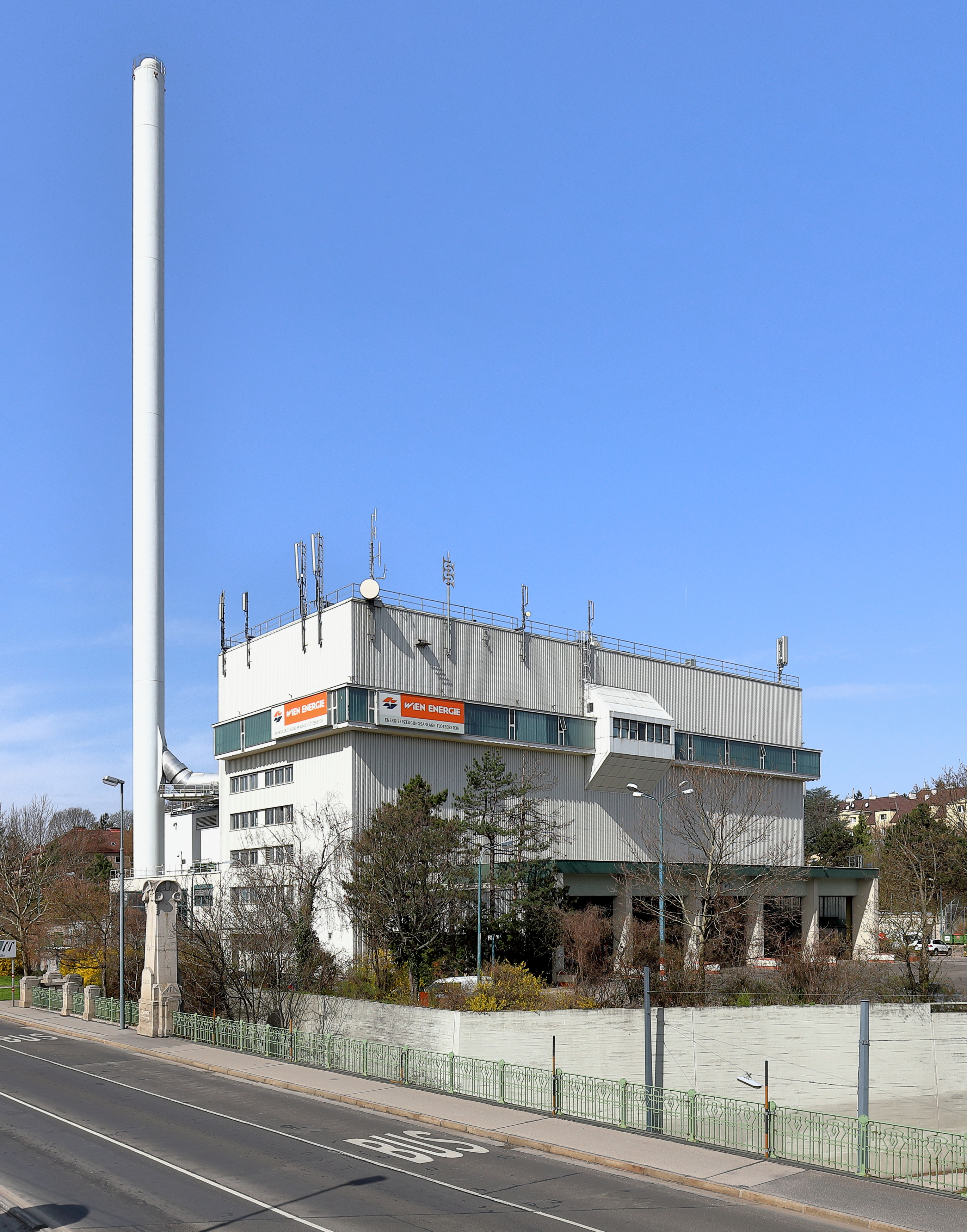
Wiens erste Müllverbrennungsanlage Flötzersteig mit einer Verbrennungsleistung von bis zu 200.000 Tonnen Restmüll pro Jahr

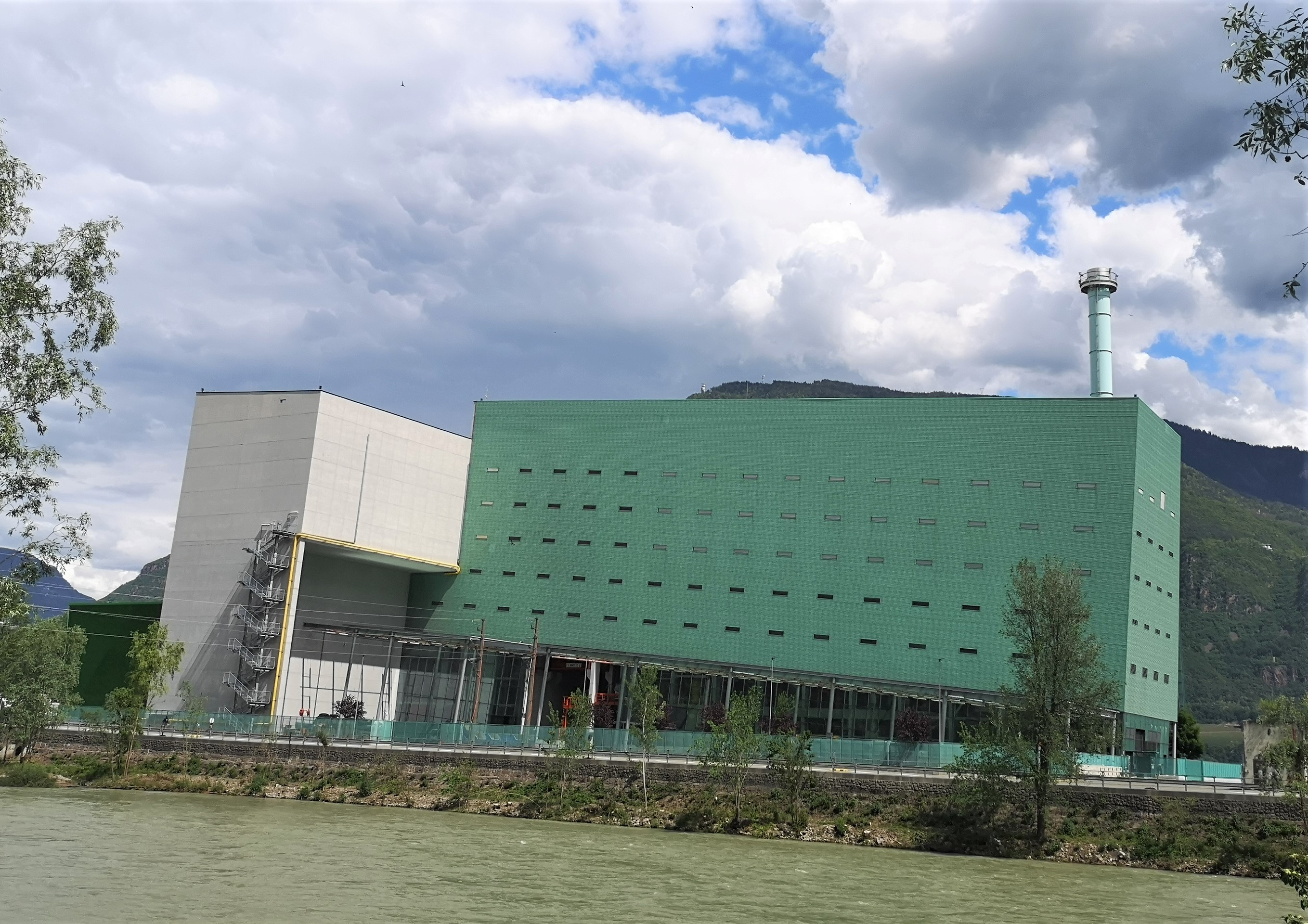
Die Müllverbrennungs- und Fernwärmeanlage in Bozen

Müllverbrennung (auch Abfallverbrennung, thermische Abfallbehandlung oder -verwertung, in der Schweiz Kehrichtverbrennung oder Kehrichtverwertung) ist die Verbrennung der atmosphärisch brennbaren Anteile von Abfall zum Zwecke der Volumenreduzierung des Abfalls unter Nutzung der enthaltenen Energie, einhergehend mit der Kompaktierung der Restmenge zur weiteren Verwertung bzw. Deponierung.
Zur Verbesserung der wirtschaftlichen und der technischen Ausbeute wird nach der Anlieferung des Restmülls oft eine Konditionierung, also eine den Brennwert ausgleichende Vermischung der Anlieferungen mit zum Beispiel Abfallholz vorgenommen. Durch die getrennte Bereitstellung zur Sammlung gelangen sowohl nicht brennbare Müllarten (Bauschutt, Glas, Kleinschrott) wie auch weitere Separatsammlungen (Papier und Pappen, Verpackungen (Gelber Sack), Elektronikschrott und Kleidung und Schuhe) gar nicht zur Müllverbrennung.  

## Regionale Unterschiede
Die erste Müllverbrennungsanlage in Deutschland wurde 1896 in Hamburg in Betrieb genommen. Im beginnenden 20. Jahrhundert plante die Stadt Frankfurt am Main die Errichtung einer Müllverbrennungsanlage. Die Idee wurde für falsch gehalten und nicht weiter verfolgt. Erst mit den stetig wachsenden Müllhalden rings um Großstädte gegen Ende des 20. Jahrhunderts entstanden gut konstruierte und nutzbare Einrichtungen.
In Deutschland sind die Anlagen teilweise entsprechend der Besiedlungsdichte verteilt. Teile der Industrie- und Siedlungsabfälle müssen jedoch über weitere Strecken transportiert werden. (Eine Übersichtskarte mit Basisdaten der meisten Anlagen findet sich bei der Interessengemeinschaft der Thermischen Abfallbehandlungsanlagen in Deutschland e. V.)
Zur Müllverbrennung werden Müllverbrennungsanlagen (MVA; in der Schweiz Kehrichtverbrennungsanlagen, KVA) eingesetzt. Da mit wenigen Ausnahmen die im Abfall enthaltene Energie auch zur Erzeugung von elektrischem Strom und/oder Heizwärme (Dampf oder Fernwärme) genutzt wird, werden MVAs auch Müllkraftwerk (MKW), Müllheizwerk (MHW) oder Müllheizkraftwerk (MHKW) genannt – je nachdem, ob sie nur elektrische Energie (-kraftwerk), nur Wärme (-heizwerk) oder beides (-heizkraftwerk) erzeugen.

## Bedeutung
Der Anteil des Mülls, der in Müllverbrennungsanlagen verbrannt wird, ist weltweit sehr unterschiedlich. Während der Wassergehalt des Abfalls in Deutschland aufgrund der nahezu flächendeckenden Bioabfallsammlung verhältnismäßig gering ist (Massenanteil max. 30 %, üblich sind 25 %), liegt der Wassergehalt beispielsweise im asiatischen Raum teils deutlich darüber. Insgesamt werden weltweit jährlich etwa 255 Millionen Tonnen Abfall in ungefähr 2.200 Anlagen verbrannt.
In den industrialisierten Ländern ist der Verbrennungsanteil, insbesondere wegen der gesetzlichen Rahmenbedingungen, deutlich höher als in den Entwicklungsländern. In Deutschland ist seit dem 1. Juni 2005 das Deponieren nicht vorbehandelter Abfälle verboten (TA Siedlungsabfall). Hausmüll darf erst nach seiner Verbrennung in Form von Asche oder Schlacke deponiert werden. In der Schweiz werden 100 Prozent des anfallenden Hausmülls thermisch behandelt. Die Müllverbrennung wird meist einer Deponierung vorangestellt, da Deponiefläche gerade in dicht besiedelten Ländern knapp ist und die Deponierung von Verbrennungsrückständen wesentlich weniger Platz und Volumen erfordert.
Durch Abbauprozesse des organischen Anteils und durch Schadstoffe können Grundwasser, Boden und Umgebungsluft einer Deponie erheblich belastet werden. Thermisch behandelte Rückstände mit einem Restanteil von unter 3 % Kohlenstoff lassen sich hingegen meist problemlos deponieren. Die EU-Richtlinie 1999/31/EC begrenzt für Deponien den Anteil von biologisch abbaubaren Komponenten auf 3 %, weshalb in den Mitgliedstaaten die Vorbehandlung von Siedlungsabfällen erforderlich ist.
Seit 2000 hat sich die Menge der verbrannten Abfälle in Deutschland vervierfacht. 2011 wurden 19,7 Millionen Tonnen thermisch verwertet, das ist gegenüber dem Vorjahr eine Steigerung um 13 %. Davon wurden zwei Drittel zur Energieerzeugung eingesetzt, 6,8 Mio. Tonnen in Biomassekraftwerken und 6,3 Mio. Tonnen in Ersatzbrennstoffkraftwerken. Ansonsten entfielen 2 Mio. Tonnen auf andere Kraftwerke, 1,2 Mio. Tonnen auf Heizkraftwerke und 3,4 Mio. Tonnen auf Produktionsanlagen.

## Aufbau

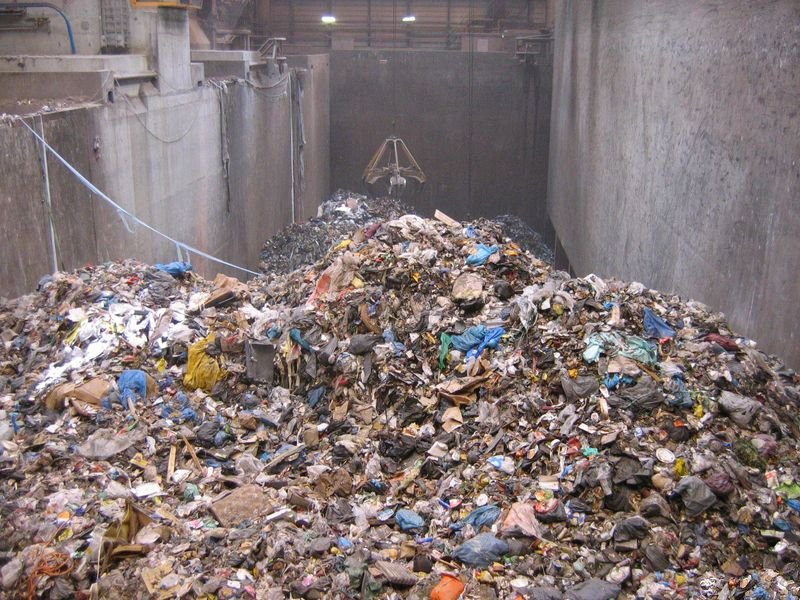
Müllbunker

Eine herkömmliche Müllverbrennungsanlage besteht aus
1. Müllanlage:
  1. Brückenwaage, zur Ermittlung des Abfallgewichts durch eine Eingangs- und Ausgangswiegung
  2. Müllentladehalle, in der der Müll von den Abkippstellen über Rutschen direkt in den Müllbunker gelangt oder vorher bei Bedarf einen Sperrmüllzerkleinerer durchläuft
  3. Müllbunker, der zur Zwischenlagerung und Homogenisierung des Mülls dient
  4. Greifkran, über den der Müll in den Aufgabetrichter der Feuerung gegeben wird
2. Verbrennungsanlage im engeren Sinne mit Dampferzeuger:
  1. Feuerung, in der der Müll verbrennt (Bauarten siehe unten)
  2. Entschlacker, in den die Schlacke fällt und in den Schlackebunker transportiert wird
  3. Dampferzeuger, in dem mittels der heißen Rauchgase Dampf erzeugt wird, der die Turbine antreibt und über einen Generator elektrischer Strom erzeugt wird oder der als Fernwärme zum Heizen von Haushalten bzw. als Prozesswärme für industrielle Produktionsprozesse genutzt wird
3. Rauchgasreinigungsanlage
  1. Entstickung, nach dem Prinzip der selektiven katalytischen Reduktion (SCR) oder der selektiven nicht-katalytischen Reduktion (engl. selective non-catalytic reduction – SNCR).
  2. Filteranlage, mit der Staub abgeschieden wird, als Oberflächenfilter und/oder Elektrofilter
  3. chemische, adsorptive und/oder katalytische Reinigung, zum Abscheiden von Schadstoffen (insbes. HCl, SO2, Schwermetalle, Dioxine/Furane etc.; i. d. R. als nasse Gaswäsche, trockene oder quasitrockene Absorption unter Zugabe von Kalkverbindungen und/oder Aktivkohle). Wird als Entstickungsstufe das SCR-Verfahren eingesetzt, können durch den vorhandenen Katalysator neben den Stickoxiden auch Kohlenstoffmonoxid und/oder Dioxine/Furane abgebaut werden.
  4. Schornstein, durch den die gereinigten Rauchgase an die Außenluft abgegeben werden.
4. Flugaschen- und Abwasserbehandlungsanlage (FLUWA/ABA)
5. diversen Neben- und Hilfssystemen

## Bauarten von Müllverbrennungsanlagen
Müllverbrennungsanlagen gibt es für verschiedene Zwecke in unterschiedlichen Größen und Ausführungen. Kleine Anlagen befinden sich in Krankenhäusern, um bakteriell kontaminierte Abfälle vor Ort beseitigen zu können. Zudem gibt es Anlagen für spezielle Zwecke (Monoverbrennung) wie bei der Klärschlammverbrennung. Eine weitere Möglichkeit ist die Verwendung von Müll als Sekundärbrennstoff in Anlagen, die nicht zur Müllbeseitigung gebaut wurden, z. B. in Drehrohröfen der Zementindustrie. Der weitaus größte Anteil wird in großtechnischen Anlagen behandelt, wobei die frei werdende Energie in der Regel in Form von Fernwärme und/oder zur Stromerzeugung genutzt wird. Verbrennungsmethode ist meist die Verbrennung auf Ofenrosten, teilweise auch die Wirbelschichtfeuerung nach vorheriger Aufbereitung des Mülls. Pyrolyse- und Vergasungsanlagen oder das Thermoselectverfahren spielen bislang nur untergeordnete Rollen.

## Konditionierung

### Zwischenlagerung und Vorbehandlung
Der angelieferte Müll aus verschiedenen Fuhren und Quellen wird zunächst in einer Mischanlage oder direkt im Müllbunker der Verbrennungsanlage deponiert, was zu einer Konditionierung des Mülls für eine verbesserte Stetigkeit des Brennwerts beiträgt. Ergänzend setzt man dem angelieferten Restmüll Ersatzbrennstoffe wie nicht recycelbare Kunststofffolien oder geschredderte Holzteile aus dem Sperrmüll zu.

### Rostfeuerung

Prinzipaufbau eines Horizontalkessels

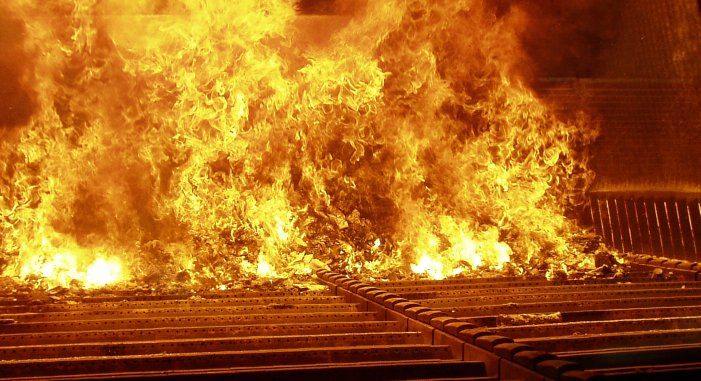
Müllverbrennung auf einem Treppenrost

Bei der Rostfeuerung ist keine Aufbereitung des angelieferten Restmülls erforderlich. Zur Beschickung werden Förderbänder (aus der Mischanlage) oder Kräne (aus dem Bunker) benutzt, um den Müll in den Aufgabetrichter zu transportieren. Über die Beschickungseinrichtung, die aus einer Schleuse und dem Aufgabetisch besteht, wird der Müll dosiert in den Ofenraum befördert. Dort gelangt er auf den Rost, der den aufgegebenen Müll während der Verbrennungsphasen weiterbefördert.
Es werden Walzenroste, Vor- oder Rückschubroste, seltener auch Wanderroste eingesetzt (siehe auch Rosttypen). In der ersten Zone findet eine Trocknung des Mülls statt, der bei Temperaturen über 100 °C eine Verdampfung des Wasseranteils folgt. In der nächsten Zone erfolgt im Temperaturbereich von 250–900 °C eine Entgasung des Mülls. Mit Erreichen des Flammpunktes der Entgasungsprodukte setzt die Verbrennung ein, die unterstöchiometrisch (unvollständig) bei Temperaturen von 800–1150 °C abläuft. Auf der letzten Rostzone erfolgt der Restausbrand.
Die von unterhalb des Rostes zugeführte Primärluft und die oberhalb zugeführte Sekundärluft haben einen wesentlichen Einfluss auf die Verbrennung und die Bildung der Reaktionsprodukte. Mit der Primärluft wird eine unvollständige Verbrennung auf dem Rost eingeleitet. Die Luftmenge wird so dosiert, dass ein guter Ausbrand bei geringer Stickoxidbildung erreicht wird. Die Nachverbrennung der Radikale (Kohlenmonoxid, Kohlenwasserstoffe) findet in der Nachverbrennungszone durch Zuführung der Sekundärluft statt. Die Verbrennungsluftvolumenströme können zonenweise und entsprechend der Rauchgasanalyse (CO, NOx, Luftüberschuss) geregelt werden. Die Verbrennungsrückstände fallen am Rostende in ein Wasserbad (Entschlacker), aus dem sie über Stößel oder Kettenkratzer ausgetragen werden, und gelangen über Förderbänder zur Schlackenaufbereitung.
Die Temperatur im Verbrennungsraum kann je nach System mehr als 1000 °C betragen. Aufgrund der 17. BImschV müssen die Rauchgase nach der letzten Verbrennungsluftzufuhr eine Temperatur von mindestens 850 °C für mindestens zwei Sekunden aufweisen. Es sind geringere Temperaturen im Verbrennungsraum zulässig, wenn die Einhaltung der Emissionsgrenzwerte nachgewiesen wird. Um die Freisetzung von Dioxinen und anderen unerwünschten toxischen Verbindungen zu verhindern, werden die Rauchgase nochmals „nachverbrannt“, sodass eventuell entstandene Dioxine zerfallen.
Der gesamte untere Abschnitt des ersten Zuges des Dampfkessels ist ausgemauert, um den Wärmeübergang zu begrenzen. Es wird somit eine hohe Nachverbrennungstemperatur sichergestellt und die Rohrwände werden vor Korrosionen bei hohen Temperaturen geschützt. Durch den reduzierten Wärmeübergang hat das Rauchgas über eine längere Zeit eine hohe Temperatur, und somit findet auch eine Zersetzung von komplexeren Kohlenwasserstoffen wie Dioxinen und Furanen statt.
Das Rauchgas gibt die Wärme an die Heizflächen des Dampfkessels ab. Allerdings können in der nachfolgenden Abgasreinigungsanlage bei der Abkühlung aus den Restpartikeln wieder neue Schadstoffe – auch Dioxine – entstehen, weshalb eine aufwendige Filtertechnik erforderlich ist.
Stützbrenner (Gas- oder Ölbrenner) werden nur in seltenen Fällen beim Anfahren oder bei schlechten Müllheizwerten gezündet, um die Temperatur im Kessel hoch genug zu halten.

### Pyrolyseanlagen
Die Verfahrensschritte Trocknung bis Entgasung werden technisch auch als Pyrolyse bzw. Entgasung bezeichnet. Die einzelnen Stufen können überlagernd in einer Brennkammer oder nacheinander in mehreren Reaktoren durchgeführt werden. Konventionelle Anlagen verfügen in der Regel nur über einen Brennraum, in dem die fünf Einzelschritte parallel ablaufen. Zudem gibt es Pyrolyse- und Vergasungsanlagen, in denen kein Restausbrand erfolgt und die damit genau genommen keine Müllverbrennungsanlagen sind, weil die entstehenden Gase anderen technischen Prozessen zugeführt werden. Weltweit gibt es aber nur wenige Anlagen, die die Pyrolyse-Verfahren großtechnisch einsetzen.

### Wirbelschichtfeuerung
Die Wirbelschichtfeuerung ist das übliche Verfahren zur Verbrennung von Klärschlamm, das vermehrt auch für Ersatzbrennstoffe eingesetzt wird. Nicht klassifizierte Brennstoffe wie Haus- und Gewerbemüll müssen jedoch vor der Verbrennung vorsortiert und zerkleinert werden, da die Zuführung der Brennstoffe pneumatisch erfolgt (die Stückgröße ist auf ca. 250 mm limitiert, teilweise je nach Bauart auch größer). Metalle und Steine beschädigen die Förder- und Austragsysteme und müssen weitgehend aus dem Brennstoff entfernt werden.
Es werden sowohl stationäre als auch zirkulierende Wirbelschichten für die Reststoffverfeuerung eingesetzt. Nach Aufheizen des Ofens mit Öl- oder Gasbrennern wird der vorbehandelte Abfall oder vorgetrocknete Klärschlamm aus einigen Metern Höhe von der Seite aus auf das stationäre Wirbelbett aufgegeben, wobei Wurfbeschickungen oder Förderschnecken verwendet werden. Beim Prinzip der zirkulierenden Wirbelschicht werden Förderleitungen eingesetzt, in denen in sogenannten Blasschuhen der von oben aufgegebene Brennstoff durch den herrschenden Luftstrom mitgerissen und in die Brennkammer befördert werden. Bei der Wirbelschichtverbrennung ist im Boden des Ofens ein Düsenbett eingebaut (also eine Platte, die mit vielen Luftdüsen bestückt ist. Bei EBS-Anlagen auch oftmals als offener Düsenboden ausgeführt, um grobe Aschepartikel bzw. Metalle ausschleusen zu können). Durch diese Düsen wird Verbrennungsluft aufgegeben und es wird Sand zugesetzt. Brennstoff, Asche und Sand werden im Ofen in der Schwebe gehalten. Die gute Durchmischung von Brennstoff und Luft haben zur Folge, dass eine recht gleichmäßige Verbrennung bei relativ niedrigen Temperaturen im Wirbelbett eingestellt und eine Strähnenbildung (z. B. durch unverbrannte Luft) effektiv vermieden werden kann, was zusätzlich eine Minderung von Kohlenmonoxid nach sich zieht. Durch eine teilweise Rezirkulation von Abgas können die Verbrennungsparameter optimiert werden. Die Verbrennungstemperaturen liegen in der Brennkammer zwischen 800 °C und 900 °C. Durch die gleichmäßige Temperaturverteilung entstehen relativ wenig Stickoxide. Der Austrag der Asche erfolgt je nach Gewicht über den Ofenabzug nach oben oder durch Schächte nach unten.

### Sondermüllverbrennungsanlagen (Drehrohrofen)

Funktionsprinzip Drehrohrofen

Für die Verbrennung von Sonderabfällen, für die hohe Temperaturen notwendig sind, werden Drehrohröfen eingesetzt. Bei dieser Technik wird der Müll in das obere Ende eines schräg liegenden und sich langsam drehenden Zylinders gegeben. Die Länge eines solchen Drehrohrofens für die Abfallverbrennung beträgt bis zu 12 m, der Durchmesser liegt zwischen vier und fünf Metern. Dieses Rohr ist mit feuerfesten Steinen ausgekleidet, um eine hohe Temperatur von 1000–1300 °C aufrechterhalten zu können, denn bei der Verbrennung von gefährlichen Abfällen (gem. AVV), die halogenorganische Stoffe enthalten, ist eine Mindesttemperatur von 1100 °C einzuhalten. Die Auskleidung schützt den äußeren Stahlmantel vor Korrosion und einer unzulässig hohen Temperatur. Das Drehrohr hat den Vorteil, dass Abfälle sehr unterschiedlicher Konsistenz und Stückigkeit verbrannt werden können; so kann die Aufgabe von Feststoffen, Schlämmen und Fässern bis zu 200 Litern erfolgen. Die Beheizung der Drehrohröfen erfolgt idealerweise mit heizwertreichen Lösemittelabfällen von mindestens 20 MJ/kg.

## Heizwert
Bei der Verbrennung von nicht vorbehandeltem Siedlungsabfall kann man in Deutschland von einem unteren Heizwert von 9–11 MJ/kg ausgehen. Unter Berücksichtigung aller Bilanzgrenzen und Wirkungsgrade der Teilverfahren in einer klassischen Müllverbrennungsanlage (Hauptkomponenten: Müllaufgabe; thermisches Hauptverfahren bestehend aus Feststoffausbrand auf einem Rost und Dampferzeugung in einem Wasserrohrkessel; Abgas- und Abwasserreinigung; elektrische Energieumwandlung aus dem Heißdampf) ließen sich so ca. 1,3 MJ bzw. etwa 0,36 kWh elektrische Energie pro kg feuchtem Abfall erzeugen. Obwohl dem Siedlungsabfall gemäß den Vorgaben des Kreislaufwirtschafts- und Abfallgesetzes (§ 4 Abs. 1 KrW-/AbfG u. § 6 KrW-/AbfG) stofflich wiederverwertbare Inhaltsstoffe entzogen sind (z. B. sortenreine Kunststoffe, Papier, Glas) und die Grenze für eine energetische Verwertung von Abfallstoffen auf 11 MJ pro kg festgesetzt wurde (§ 6 Abs. 2 KrW-/AbfG), ist eine selbstgängige Verbrennung ohne Zusatzfeuerung möglich. Eine andere Möglichkeit besteht darin, eine „Mechanisch-Biologische Vorbehandlung“ (MBV) vorzuschalten, um beispielsweise heizwertarme, feuchte organische Abfälle abzutrennen und einer Kompostierung zuzuführen. Auch Inertstoffe werden auf diesem Wege abgetrennt. Der so erhöhte untere Heizwert der Restabfälle gestattet eine energetische Verwertung. In diesem Zusammenhang ist die thermische Behandlung von Rest- und Abfallstoffen eine technisch sinnvolle Ergänzung eines integrierten Abfallmanagementsystems für Siedlungsabfälle.
Die bei der Verbrennung von Abfällen gewonnene Energie kann zur Stromerzeugung oder in thermischer Form (beispielsweise durch Fernwärme) genutzt werden. Die Energiebilanz der Herstellung eines Produktes mit der Energiebilanz der Verwertung in Beziehung zu setzen ist bei Siedlungsabfällen, die nicht sortenrein und sehr heterogen zusammengesetzt vorliegen, aufgrund multipler Bilanzgrenzen äußerst schwierig. Aufgrund des zweiten Hauptsatzes der Thermodynamik kann niemals die gesamte im Müll enthaltene Energie in nutzbare Energie umgewandelt werden. Zudem treten bei jeder Energiewandlung auch Verluste auf, zum Beispiel in Form von Wärmeverlusten der in der Realität nie ganz adiabat ausführbaren Kessel und Feuerungstrakte. Darüber hinaus braucht eine Müllverbrennungsanlage einen Teil der erzeugten Energie zum Eigenbedarf. Somit kann durch die Müllverbrennung nur ein Teil derjenigen Energie wieder gewonnen werden, die in den Rohstoffen der Ausgangsprodukte steckte und bei deren Herstellung benötigt wurde.

## Ökologische Aspekte

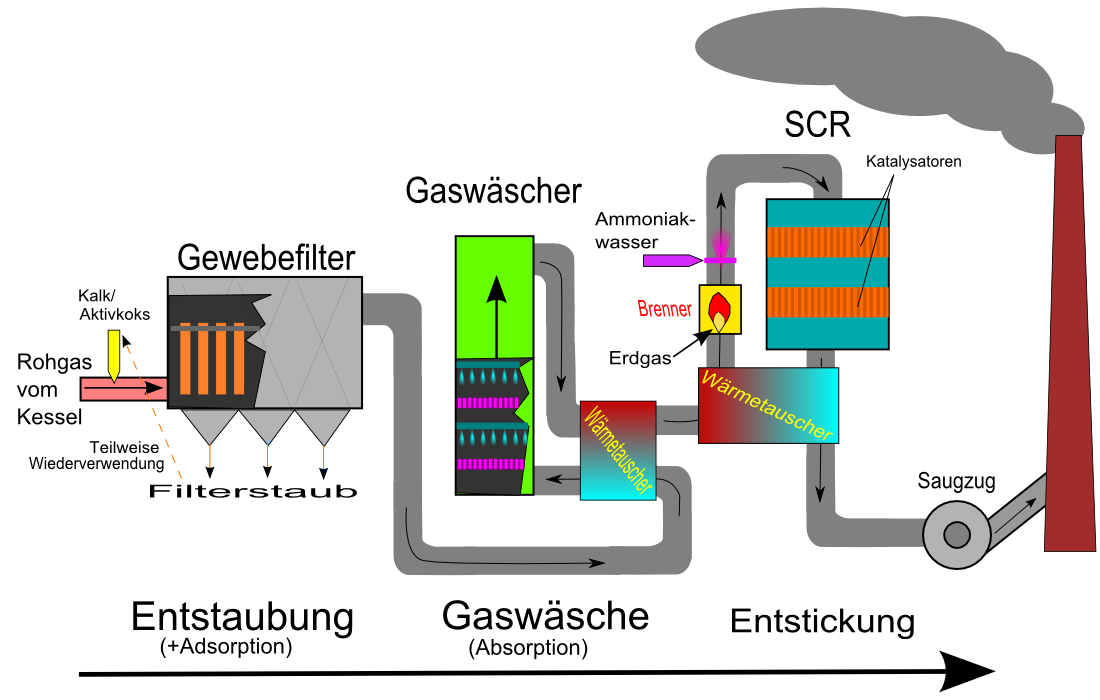
Möglicher Aufbau einer Rauchgasreinigungsanlage

### Abgase
Da bei der Verbrennung des Mülls nicht bekannt ist, welche Inhaltsstoffe in welchen Mengen zu einem bestimmten Zeitpunkt verbrannt werden (kritisch sind beispielsweise PVC, Batterien und elektronische Bauteile, Lacke etc.), variiert die Zusammensetzung des Rauchgases und der Asche. Bei der Verbrennung entstehen neben Kohlendioxid und Wasser auch Kohlenmonoxid, Schwefeloxide, Stickoxide, aber auch Chlorwasserstoffsäure (Salzsäure) und Fluorwasserstoff (Flusssäure) sowie Quecksilber und schwermetallhaltige Stäube. In sehr geringen Konzentrationen entstehen auch hochtoxische Stoffe wie polychlorierte Dibenzodioxine und Dibenzofurane. In der Vergangenheit wurde für die Ausbreitung der letztgenannten Stoffe in der Umwelt die Müllverbrennung ursächlich verantwortlich gemacht, jedoch teilte das Bundesumweltministerium in einer Pressemeldung 2005 mit, dass diese Aussage nicht mehr aktuell sei („Kamen 1990 ein Drittel aller Dioxinemissionen aus Müllverbrennungsanlagen, waren es im Jahr 2000 weniger als 1 %“). Allerdings wurde Kritik an dieser Sichtweise laut, weil die Abgasmessungen an Müllverbrennungsanlagen angeblich einen systematischen Fehler machen: Dioxin ist hydrophob, und da viel Wasserdampf in den Abgasen enthalten ist, drängen sich die Dioxinmoleküle an die mitausgestoßenen Staubpartikel. Gemessen werde allerdings nur die Dioxinkonzentration in der Luft. Dem wurde entgegengesetzt, dass die Schadstoffe gemessen würden, indem regelmäßig Rauchgasproben mitsamt allen Partikeln ausgeschleust und dann die enthaltenen Stoffe bestimmt werden. Die genaue Zahl und Vielfalt der in der Müllverbrennung entstehenden und von ihr freigesetzten Schadstoffe ist nicht bekannt. Grenzwerte gibt es lediglich für 40 bekannte luftgetragene Schadstoffe. Die Gefahr liegt darin, dass bei der Verbrennung von Müll sehr viele verschiedene Stoffe vorhanden sind. Aufgrund der Vielzahl der Stoffe kann die Gefährlichkeit einzelner nur im Spurenbereich auftretender Verbindungen kaum ermittelt werden.

### Aschen, Schlacken und Stäube

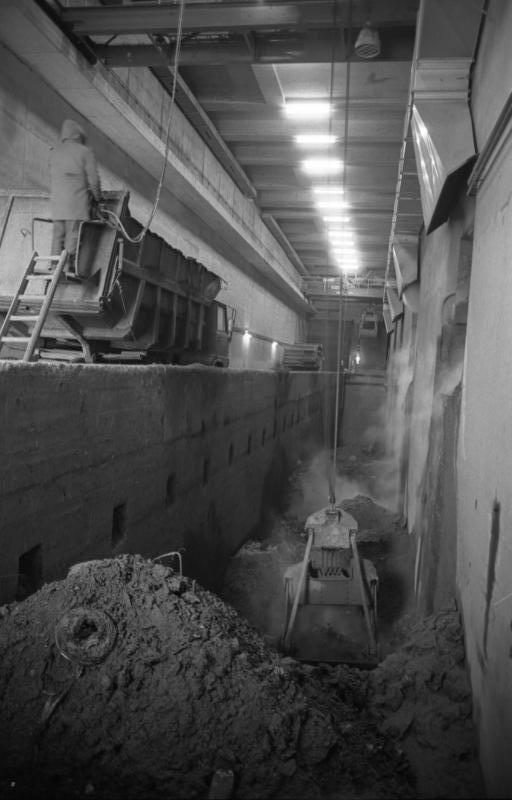
Müllverbrennungsanlage in Wuppertal 1980

Zu den festen Rückständen aus einer Müllverbrennungsanlage, ca. 30 % der verbrannten Abfallmenge, zählen Aschen und Schlacken der Abfallverbrennung sowie Abfälle aus der Rauchgasreinigung und der Abwasserreinigung und Filterstäube. Während des Verbrennungsprozesses, der Abgasreinigung und der Dampferzeugung entsteht eine Reihe von festen Endprodukten, von denen Schlacke den größten Anteil hat. 2002 wurden in den deutschen Müllverbrennungsanlagen ca. 3,4 Mio. Tonnen Schlacke produziert, wovon nach der Schlackenaufbereitung noch 2,9 Mio. Tonnen übrig blieben. Die Schlacke wird deponiert, zum Auffüllen von stillgelegten Bergwerken benutzt oder als Baustoff für Dämme und Straßen recycelt. Des Weiteren entstehen Kessel- und Filterstäube, die ebenfalls auf Deponien oder in geschlossenen Bergwerken abgelagert werden. Außerdem werden Eisenschrott und NE-Metalle aussortiert sowie Gips gewonnen.
In Österreich lag die maximale Behandlungskapazität der großen Abfallverbrennungsanlagen zur Verbrennung von Siedlungsabfällen und der heizwertreichen Fraktion bis Ende 2004 bei rund 1,6 Mio. t/Jahr. 2003 fielen aus der Verbrennung von Siedlungsabfällen (ohne Anlagen zur Verbrennung von gefährlichem Abfall) rund 190.000 t/Jahr Grobasche (Schlacke) und 88.000 t/Jahr Flugasche an. Diese Mengen dürften sich bis zum Jahr 2010 auf rund 314.000 t/Jahr Grobasche (Schlacke) und rund 170.000 t/Jahr Flugasche erhöhen.
In Deutschland werden Filterstäube und die getrockneten Rückstände aus der chemischen Rauchgasreinigung fast ausschließlich in Salzbergwerken eingelagert. Die Verbrennungsschlacken mit den aufkonzentrierten Schadstoffen werden teilweise deponiert, jedoch häufiger als Füllmaterial in Salzstöcken und im Straßenbau verwendet. Die im Straßenbau eingesetzten MVA-Schlacken werden einem Eluat-Test unterzogen, bei dem einige Schadstoffe untersucht werden.
In der Schweiz wird die Schlacke, welche einer Schätzung zufolge zu rund 10 Prozent durch Katzenstreu verursacht wird, unter Tage gelagert. Vergütete Schlacke aus Kehrichtverbrennungsanlagen wird auch als Abdichtungsschicht für den Abschluss und die Rekultivierung von Deponieoberflächen verwendet. Filterstäube, Schlämme und Aschen werden nach Deutschland exportiert, wo sie etwa in den Untertagedeponien Herfa-Neurode und Zielitz eingelagert werden.

### Ressourcenschonung
Im Sinne des Kyoto-Protokolls sind zur Ressourcenschonung Techniken einzusetzen, die Rohstoffe schonen oder diese über ein Stoffstrommanagement sinnvoll verwerten. Nach der Ausschöpfung der Potentiale zur Abfallvermeidung und des stofflichen Recyclings kann übergangsweise eine thermische Verwertung von entsprechend aussortierten Siedlungsabfällen als Ersatzbrennstoff für fossile Rohstoffe eingesetzt werden, zum Beispiel in der Zementindustrie oder der Stahlherstellung, wo die Shredderleichtfraktion aus der Automobilverwertung als Reduktionsmittel den Steinkohlekoks substituiert. Dies erfordert allerdings entsprechende Rauchgasreinigungsanlagen.
Im Zusammenhang mit dem noch in vielen Ländern üblichen Ablagern von unbehandelten Abfällen auf Deponien wird das Thema Abfallbergbau (engl. Landfill Mining) diskutiert. Dies soll das spätere Verwerten von heutzutage nicht rezyklierbaren Abfällen mit zukünftigen Technologien ermöglichen.

## Rechtliche Grundlagen und Grenzen

### Europäische Union
Die Energieeffizienz einer Abfallverbrennungsanlage entscheidet nach der Abfallrahmenrichtlinie der Europäischen Union darüber, ob das dort angewandte Verfahren als energetische Verwertung oder als ein Beseitigungsverfahren anzusehen ist. Nach ihrer sogenannten Abfallhierarchie geht die Verwertung der Beseitigung vor mit entsprechenden Konsequenzen etwa für die Genehmigungsfähigkeit einer Anlage, eines Verfahrens oder einer Abfallverbringung.

### Deutschland
Für Müllverbrennungsanlagen gelten das Bundes-Immissionsschutzgesetz (BImSchG) und die nach ihm erlassenen Verordnungen. Danach bedürfen ihre Errichtung und ihr Betrieb regelmäßig einer solchen Genehmigung. 1990 sorgte das Inkrafttreten der Verordnung über Verbrennungsanlagen für Abfälle und ähnliche brennbare Stoffe (kurz: 17. BImSchV) im Vergleich zu entsprechenden Regelungen der TA Luft für eine Verschärfung der zulässigen Emissionswerte. In ihrer aktuellen Form als Verordnung über die Verbrennung und die Mitverbrennung von Abfällen enthält sie besondere Anforderungen an die Auslegung der Feuerung und gibt Grenzwerte für zulässige Emissionen vor. Die Emissionen müssen kontinuierlich überwacht und die Messergebnisse online an die zuständigen Behörden übertragen werden. Außerdem hat der Anlagenbetreiber jährlich die Messergebnisse zu veröffentlichen.
Seit dem Inkrafttreten der sogenannten europäischen Verbrennungsrichtlinie gelten für Abfallverbrennungsanlagen und -mitverbrennungsanlagen (z. B. Kraftwerke, Zementwerke) teils die gleichen Emissionsgrenzwerte. Die 17. BImSchV musste entsprechend überarbeitet werden. Gleichwohl werden die gesetzliche Gleichbehandlung und auch die grundsätzlichen Vor- und Nachteile des Mülleinsatzes in Mitverbrennungsanlagen von Befürwortern und Gegnern kontrovers diskutiert, wobei unter anderem auch Ökobilanzen zur Bewertung herangezogen werden.

## Errichtete Müllverbrennungsanlagen im deutschsprachigen Raum

### Deutschland

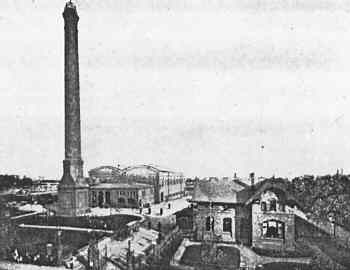
Die erste MVA Deutschlands, Hamburg 1895

Nach den gesetzlichen Vorgaben des KrWG dürfen in Deutschland nur Abfälle zur Beseitigung, die nicht auf andere Weise umweltverträglich verwertet oder behandelt werden können, in die Restmüllverbrennung gegeben werden. Die trotz der getrennten Erfassung und Sammlung noch anfallenden Hausrestmüllmengen und der Gewerberestmüll gehören hierzu.
Die erste Müllverbrennungsanlage Deutschlands wurde ab 1893 am Hamburger Bullerdeich errichtet. 1894 begann der Probebetrieb, 1896 wurde der reguläre Betrieb aufgenommen. Die erste Münchner Anlage entstand um die Jahrhundertwende, die erste Berliner Anlage 1921. Die Schöneberger Müllverbrennungsanlage konnte die in sie gesetzten Hoffnungen aber nicht erfüllen, weshalb sich Müllverbrennung in Berlin erst nach dem Zweiten Weltkrieg etablierte.
Bis 1998 wurden in Deutschland 53 Müllverbrennungsanlagen errichtet. Die Zahl stieg bis 2003 auf 61 an. Zu dieser Zeit plante man, weitere 15 Anlagen zu bauen, hauptsächlich in Ostdeutschland (insgesamt dann 76).
Das Umweltbundesamt publiziert auf seiner Homepage eine Liste (Stand April 2016). Diese nennt 68 deutsche MVAs, die überwiegend Siedlungsabfälle verbrennen.
Seit dem 1. Juni 2005 dürfen unbehandelte Restabfälle nicht mehr auf Deponien abgelagert werden. Eine Zeitlang stiegen die Preise für die Entsorgung von Misch- und Restabfällen stark an. Daher wurden viele Anlagen aus privatwirtschaftlichem Interesse gebaut. Diese Anlagen verbrennen überwiegend gemischte Gewerbeabfälle (siehe auch Ersatzbrennstoffkraftwerk). Später sanken die Entsorgungspreise wieder; es wurde sichtbar, dass es Überkapazitäten bei den MVAs gibt.
Eine prognos-Studie von 2009, erstellt im Auftrag des NABU, sah Gefahren für stoffliches Recycling durch diese Überkapazität. „Heute werden zwei Millionen Tonnen Müll mehr Abfall nach Deutschland importiert als exportiert. Diese Menge entspricht der Kapazität von vier großen MVAs oder einem mit Müll beladenen Güterzug von 1000 Kilometer Länge.“

### Schweiz

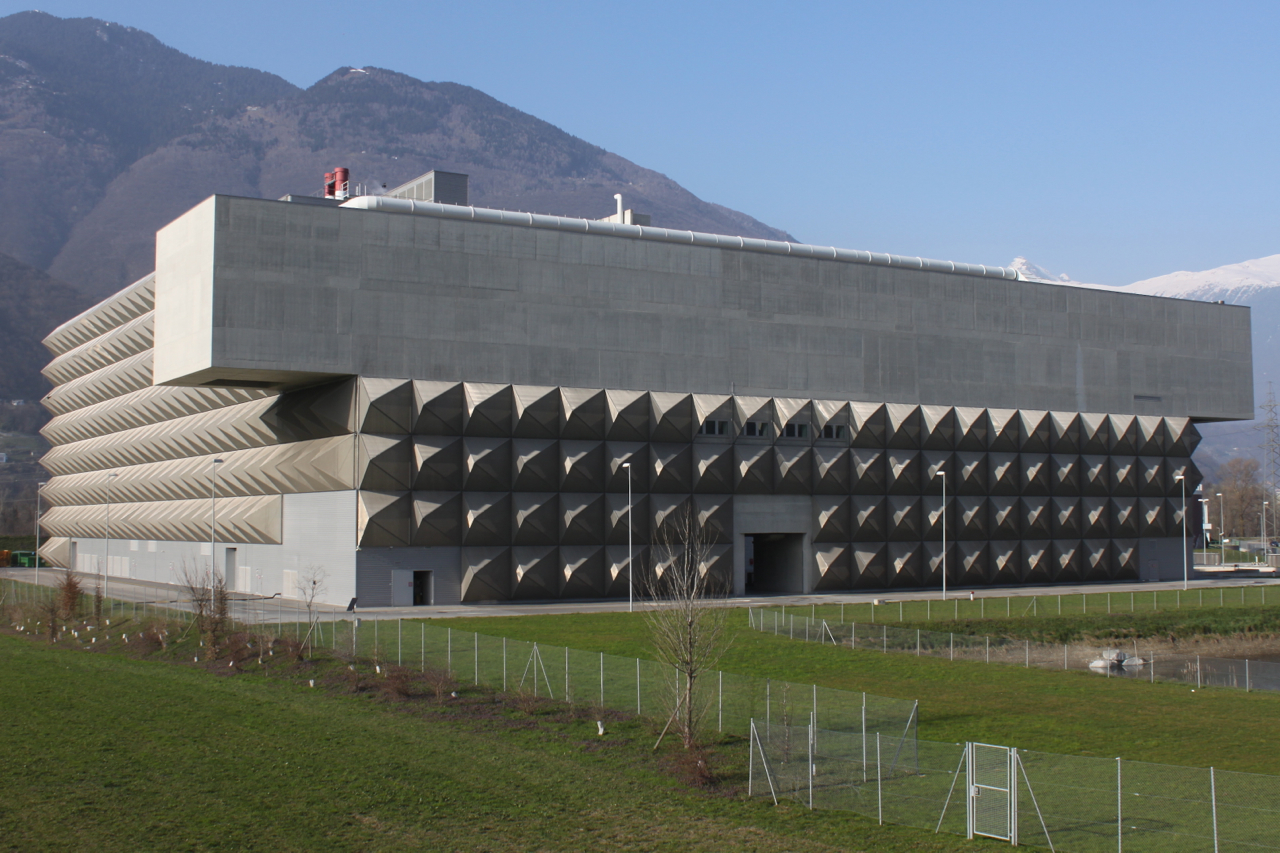
Die Anlage in Giubiasco (2014)

In der Schweiz gibt es 29 Kehrichtverbrennungsanlagen (KVA). Seit dem Jahr 2000 darf Siedlungsabfall in der Schweiz nicht mehr deponiert werden, sondern muss verpflichtend verbrannt werden. „5,5 Millionen Tonnen fallen in der Schweiz jedes Jahr an – jede Sekunde 174 Kilogramm. Das ergibt pro Person und Jahr 709 Kilogramm. Die Hälfte davon wird rezykliert.“
Im italienischsprachigen Kanton Tessin fehlte lange Zeit eine Anlage, weshalb der Kehricht entweder in andere Kantone gebracht oder vorübergehend abgelagert worden ist. In Giubiasco wurde eine neue Anlage gebaut und im Jahr 2009 in Betrieb genommen.

### Österreich

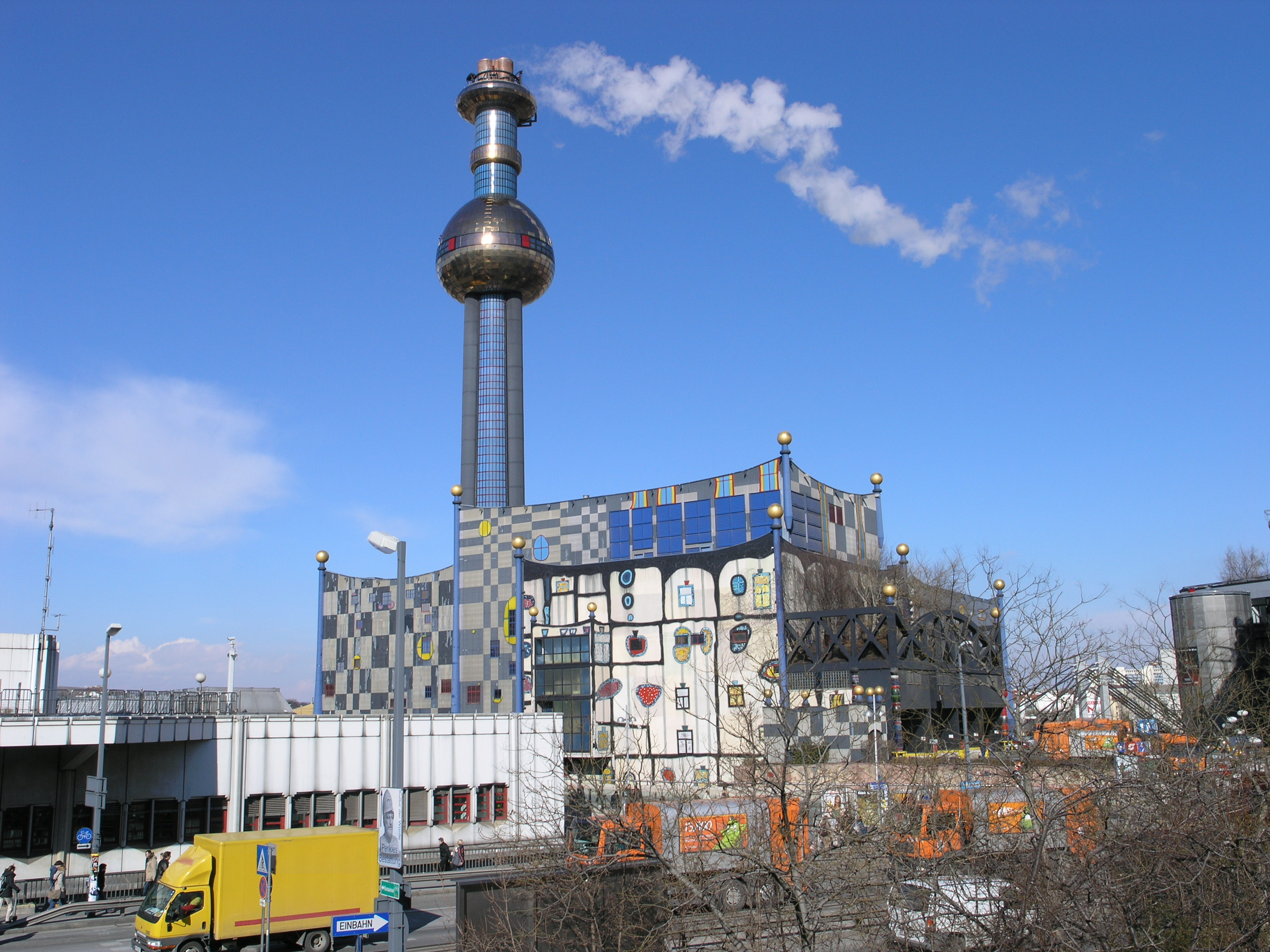
Die von Friedensreich Hundertwasser gestaltete Müllverbrennungsanlage Spittelau

In der Hauptstadt Wien existieren mit Stand 2025 vier große Müllverbrennungsanlagen: Müllverbrennungsanlage Flötzersteig (1964), Müllverbrennungsanlage Spittelau (1971), Müllverbrennungsanlage Pfaffenau (2008) und mit dem Werk Simmeringer Haide (ehemals zu den Entsorgungsbetrieben Simmering gehörig, 1980) eine Klärschlamm- und Sondermüllverbrennungsanlage. Die von Wien Energie (ehemals Fernwärme Wien GmbH) betriebenen Werke produzieren jährlich neben rund 116 GWh elektrischer Energie etwa 1.220 GWh an Fernwärme, wobei 550.000 t Hausmüll, 180.000 t Klärschlamm und 90.000 t Sondermüll verbrannt werden. Dabei entstehen 190.000 t Asche, Schlacke, Schrott und Filterkuchen. Weitere Anlagen befinden sich in Arnoldstein (2004), Dürnrohr (2004), Lenzing an der Ager (1998), Linz (2011), Niklasdorf (2004), Wels (1973, Neubau 1995) und Zistersdorf (2009).
Auch in Österreich werden weitere Anlagen aufgrund des am 1. Januar 2009 in Kraft tretenden Deponieverbotes für unbehandelte Restabfälle geplant bzw. gebaut.

### Südtirol
In Bozen befindet sich die einzige Müllverbrennungsanlage Südtirols. Im Juli 2013 wurde eine neue größere Müllverwertungsanlage in Betrieb genommen, die Energie und Fernwärme für bis zu 20.000 Haushalte erzeugt.

## Alternativen zur Müllverbrennung
Die einfachste und beste Alternative zur Müllverbrennung ist es, so wenig Restmüll wie möglich anfallen zu lassen. Das geschieht durch die Verringerung der Abfallmengen (Abfallvermeidung) und durch die getrennte Sammlung der dennoch anfallenden Abfälle, sodass diese verwertet werden können.
Bei einer Wiederverwertung z. B. von sortenrein vorliegenden Abfallstoffen können im Recycling neue Produkte erzeugt werden. Da die Sortenreinheit besonders bei Kunststoffen aus Siedlungsabfällen nur in seltenen Fällen gegeben ist, erfolgt hier entweder ein „Downcycling“ zu Produkten mit geringeren Materialanforderungen oder ein Materialrecycling nach erfolgter verfahrenstechnischer Aufbereitung. In einer nachhaltigen Kreislaufwirtschaft sind daher nicht recyclingfähige Abfälle möglichst schon in der Produktion zu vermeiden.
Da Abfälle in Deutschland nur bis zum 31. Mai 2005 unbehandelt deponiert werden durften, wurden Anlagen zur Abfallbehandlung errichtet. Es gibt verschiedene weitere Verfahren zur Abfallbehandlung, wie kalte Abfallbehandlungstechnologien, die von der Bundesregierung als gleichwertige Behandlungsanlagen statt der Müllverbrennung zugelassen wurden.

## Sonstiges
Die Konvention von London (1972), OSPAR und das Bamako-Übereinkommen beinhalten Verbote der Müllverbrennung auf hoher See und in Küstengewässern.